# 智天使

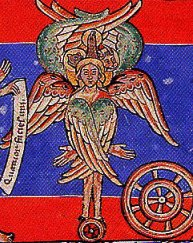
中世絵画に描かれた智天使

智天使（ちてんし、ヘブライ語 ケルブ（ケルーブ） כְּרוּב kĕrûḇ、複数形ケルビム （ケルービーム） כְּרוּבִים kĕrûḇîm、 ギリシア語: χερούβ、複数形 Χερουβείμ, χερουβίμ、ラテン語 cherub, 複数形 cherubin, cherubim）は、天使の一種。偽ディオニシウス・アレオパギタに由来する「天使の階級」では第二位に位置づけられる。

## 転写「ケルビム」「ヘルヴィム」

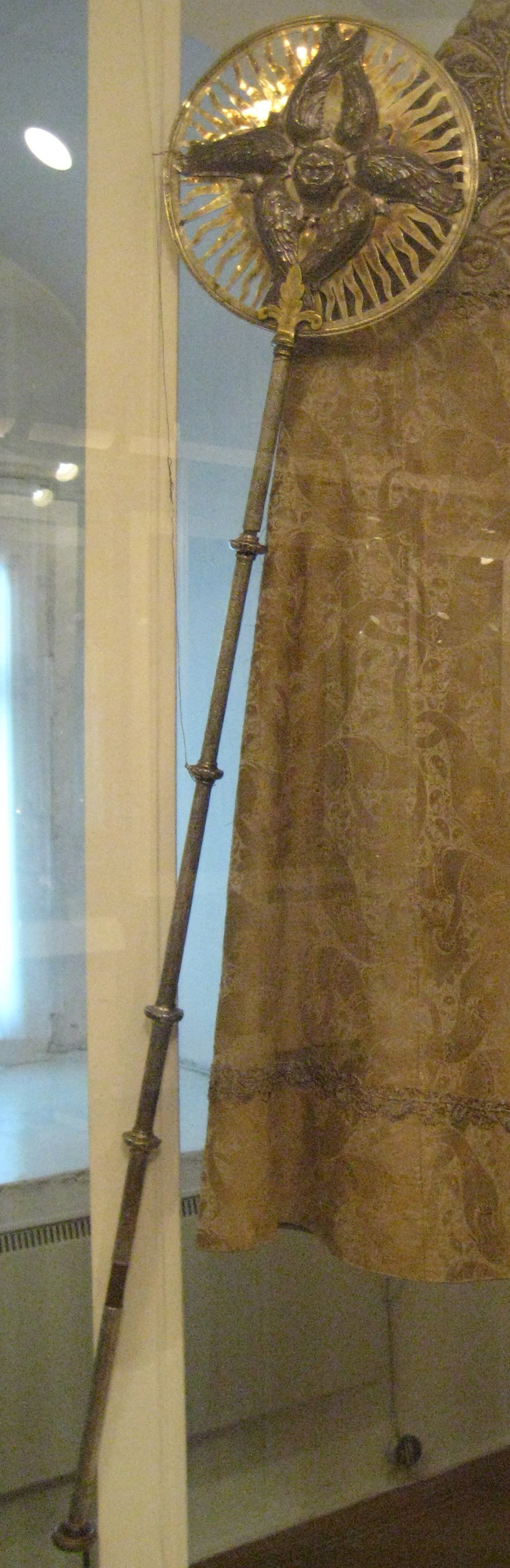
プスコフの博物館にあるリピタ（19世紀）。ヘルヴィムが彫られた、正教会の奉神礼で用いられる祭具。

日本のキリスト教教会では大抵「ケルビム」と呼ばれ、日本聖書協会も「ケルビム」との表記を用いているが、日本ハリストス正教会では「ヘルヴィム」（明治時代の文献では「ヘルワィム」と書いてヘルウィムと読ませていたものが多数存在する）と呼ばれている。いずれもギリシャ語転写の"Χερουβείμ"が基になっているが、こうした違いが発生したのはギリシャ語発音が時代によって変化した事に由来する。
ギリシャ語表記"Χερουβείμ"は、古典再建音では「ケルーベイム」であり、中世以降の発音は「ヘルヴィム」である。前者を西方教会が継承し、後者を正教会が継承した。これらの転写の違いが、日本において教派ごとの異なる片仮名表記に表れている。

## 概要
旧約聖書の創世記3章によると、主なる神はアダムとエバを追放した後、罪のある状態のままで永遠の命を得てしまわないように命の木への道を守らせるためにエデンの園の東に回転する炎の剣とともにケルビムを置いたという。また、契約の箱の上にはこの天使を模した金細工が乗せられている。神の姿を見ることができる（＝智:ソフィア）ことから「智天使」という訳語をあてられた。
エゼキエル書10章21節によれば、四つの顔と四つの翼を持ち、その翼の下には人の手のようなものがある。ルネッサンス絵画ではそのまま描写するのではなく、翼を持つ愛らしい赤子の姿で表現されている。これをプット（Putto）という。

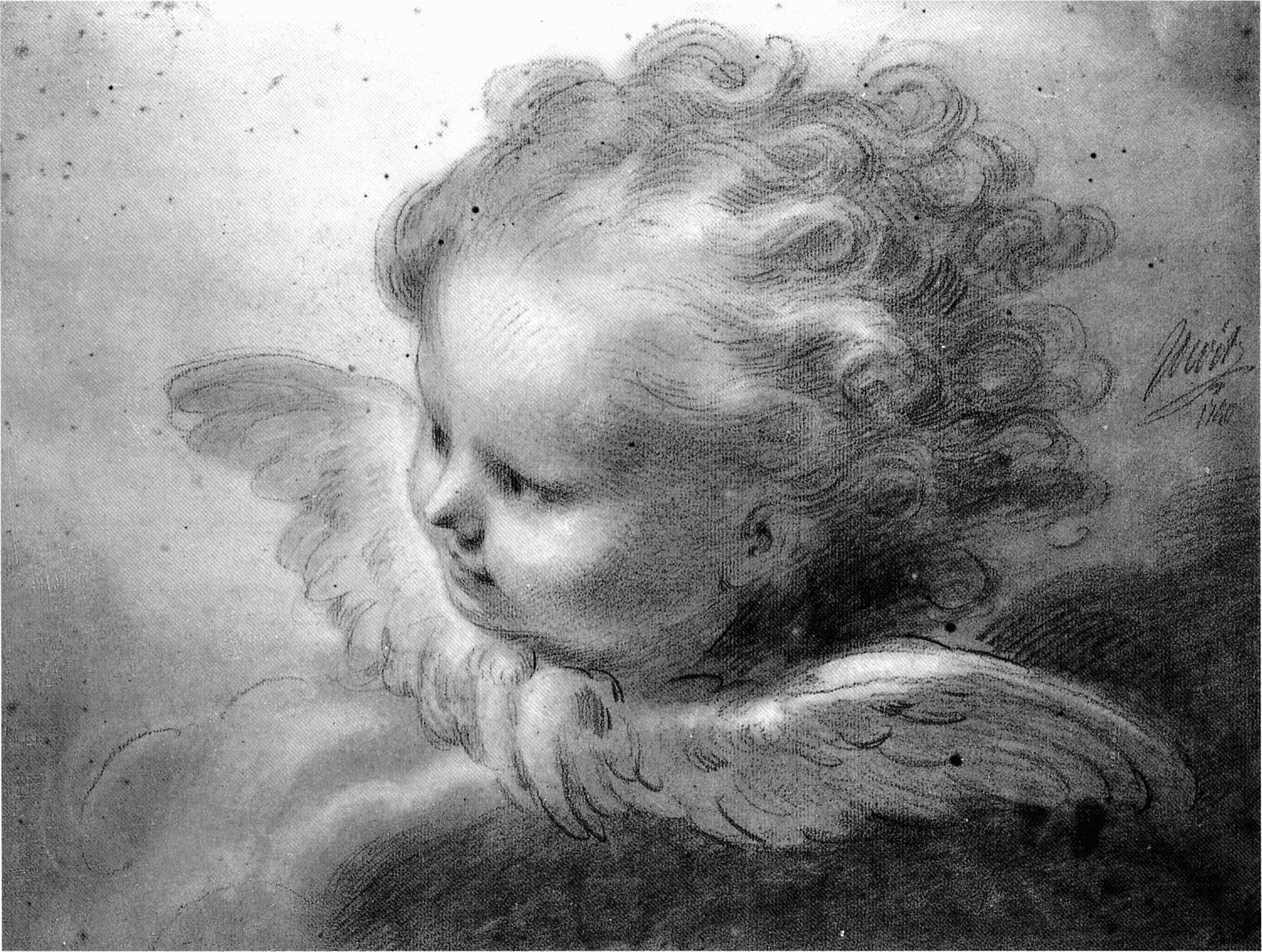
ジェイコブ・デ・ウィット「Cherub」(1740)エッチングドローイング作品

「彼はケルブに乗って飛び、」（サムエル記下22章11節）「主はケルビムの上に座せられる。」（詩篇99編1節）といった記述があり「神の玉座」「神の乗物」としての一面が見られる。
ケルブの起源はアッシリアの有翼人面獣身の守護者「クリーブ（kurību）」といわれている。
エゼキエル書1章にはケルビムの姿について以下のように書かれている。

なお絵画表現において、セラフィムと混同されて描かれているものもある。